# Tulung Agung
Tulung Agung is een bestuurslaag in het regentschap Pringsewu van de provincie Lampung, Indonesië. Tulung Agung telt 4237 inwoners (volkstelling 2010).